# سدره (لیبی)
سدره (به عربی: میناء السدرة النفطی) یک منطقهٔ مسکونی در لیبی است که در استان سرت واقع شده‌است. سدره ۹٬۱۸۶ نفر جمعیت دارد و ۱۰ متر بالاتر از سطح دریا واقع شده‌است.